# Stratonice (opéra)
Stratonice est un opéra-comique en un acte d'Étienne Nicolas Méhul sur un livret de François-Benoît Hoffmann, créé à la Salle Favart, à Paris, le 3 mai 1792. L'intrigue est inspirée de De Dea Syria  (« sur la déesse syrienne », attribué à Lucien de Samosate) relatant un incident de l'histoire de la dynastie Séleucides qui régna sur une grande partie du Moyen-Orient durant la période hellénistique.

## Historique
Stratonice fut un opéra populaire, bénéficiant de 200 représentations du vivant de Méhul. Le 6 juin 1792, une parodie, Nice, par Jean-Baptiste Desprez et Alexandre de Ségur, fut représentée au Théâtre du Vaudeville. En 1821, Joseph Daussoigne-Méhul, neveu de Méhul, écrivit de nouveaux récitatifs pour la refonte de l’opéra à Paris à l'Académie Royale de Musique,.

## Rôles

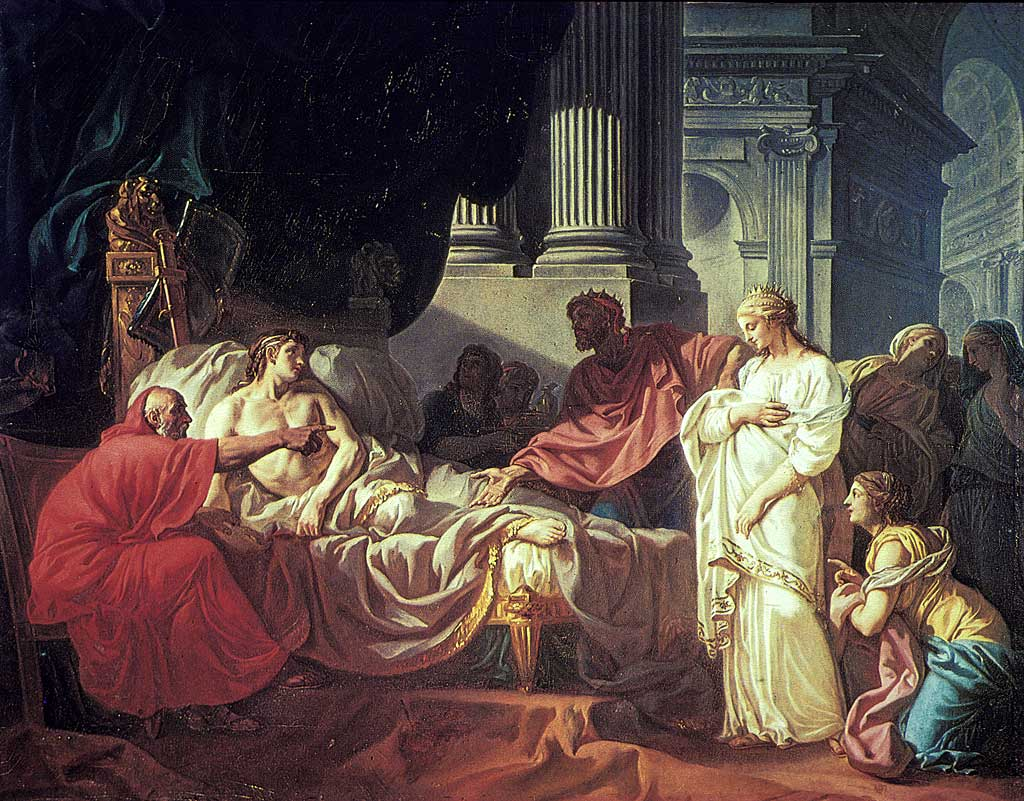
Antiochus et Stratonice (1774), peinture de Jacques-Louis David

| Rôle                       | Voix         | Distribution de la première, 3 mai 1792 (Direction : - ) |
| -------------------------- | ------------ | -------------------------------------------------------- |
| Stratonice, une princesse  | soprano      | Louise-Rosalie Lefebvre (désignée comme Mme Dugazon)     |
| Antiochus, Prince de Syrie | haute-contre | Louis Michu                                              |
| Séleucus, Roi de Syrie     | ténor        | Philippe Cauvy (désigné comme « Philippe »)              |
| Érasistrate, un médecin    | baryton      | Jean-Pierre Solié                                        |

## Argument
Antiochus, le fils du roi Séleucus, prend ses distances au pouvoir ; il préfère mourir plutôt que de nommer la cause de sa maladie à son père. Le docteur Erasistratus soupçonne que l'amour est derrière la souffrance d'Antiochus. Il remarque que le pouls du prince augmente quand il voit Stratonice, une jeune femme destinée à épouser son père. D'autres observations confirment son diagnostic. Le docteur révèle subtilement la vérité au roi qui se contente d'abandonner Stratonice à Antiochus pour sauver la vie et le bonheur de son fils.